# Hemithyrsocera sumatrana
Hemithyrsocera sumatrana är en kackerlacksart som först beskrevs av Morgan Hebard 1929.  Hemithyrsocera sumatrana ingår i släktet Hemithyrsocera och familjen småkackerlackor. Inga underarter finns listade i Catalogue of Life.